# 奧塔濟斯
03°34′48″S 59°07′51″W / 3.58000°S 59.13083°W

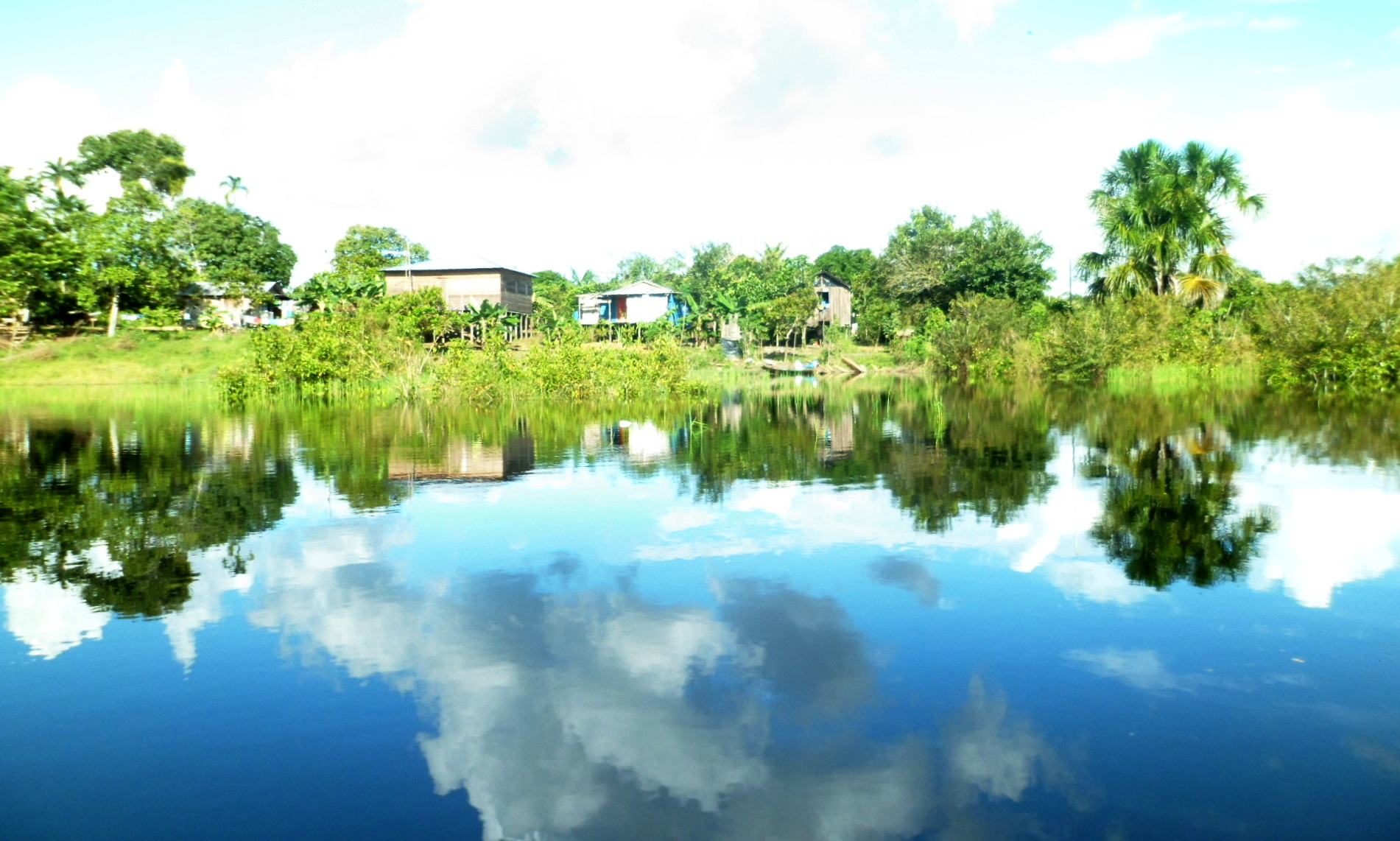
奧塔濟斯

奧塔濟斯（葡萄牙語：Autazes）是巴西的城鎮，位於該國北部，由亞馬遜州負責管轄，始建於1956年3月3日，面積7,499平方公里，2014年人口36,301，人口密度每平方公里4.78人。